# Ghost Rider (Johnny Blaze)
Johnathon Blaze detto Johnny, più noto come Ghost Rider I, è un personaggio dei fumetti creato da Roy Thomas, Gary Friedrich, (testi) e Mike Ploog (disegni) pubblicato dalla Marvel Comics. La sua prima apparizione avviene in Marvel Spotlight (Vol. 1) n. 5 (agosto 1972).
Stuntman motociclista legato allo Spirito della Vendetta Zarathos dopo aver fatto un accordo con Mefisto per salvare la vita di suo padre adottivo, Johnny Blaze diviene un Ghost Rider ottenendo il potere di controllare il fuoco infernale e di infliggere dolore ai malfattori grazie al suo "Sguardo di Penitenza" (Penance Stare), di cui si serve per vendicare gli innocenti e chiunque subisca ingiustizie.

## Storia editoriale
Esordito su Marvel Spotlight n. 5 (agosto 1972) ad opera del team creativo composto da Roy Thomas, Gary Friedrich e Mike Ploog, il personaggio trae fortemente ispirazione dal celebre stuntman statunitense Evel Knievel. Nel descriverne la genesi i tre autori sono risultati spesso contraddittori, nel 2001 Thomas ha dichiarato: «Avevo realizzato un personaggio come cattivo di Daredevil-un personaggio molto poco brillante-chiamato Stunt-Master... un motociclista. In ogni caso, quando Gary Friedrich ha iniziato a scrivere Daredevil, ha detto, "Invece di Stunt-Master, mi piacerebbe fare del cattivo un personaggio davvero a cavallo di una moto strano chiamato Ghost Rider". Non lo ha descritto. Ho detto, "Sì, Gary, c'è solo una cosa che non va", e lui mi ha guardato in modo un po' strano, perché eravamo vecchi amici del Missouri, e ho detto, "Questa è un'idea troppo buona per essere solo un cattivo in Daredevil. dovrebbe iniziare subito un fumetto suo". Quando Gary non c'era il giorno in cui lo stavamo progettando, Mike Ploog, che doveva essere l'artista, e io abbiamo disegnato il personaggio. Ho avuto quest'idea per la testa di teschio, qualcosa di simile alla tuta di Elvis nel 1968 Special, e così via, e Ploog ha messo il fuoco sulla testa, proprio perché ha pensato stesse bene. A Gary è piaciuto, così sono andati avanti e lo hanno realizzato», mentre Friedrich ha affermato che: «Beh, c'è qualche disaccordo tra Roy, Mike, e me su ciò. Ho minacciato in più di un'occasione che se la Marvel si fosse messa in una posizione di farci un film o un sacco di soldi, li avrei citati in giudizio, e probabilmente lo farò [...] è stata una mia idea. È sempre stata una mia idea dalla prima volta che abbiamo parlato a questo proposito, si trattava di un tizio con un teschio fiammeggiante che guidava una moto. Ploog sembra pensare che il teschio fiammeggiante sia stata una sua idea. Ma, a dire la verità, è stata una mia idea» e, nel 2008, Ploog ha detto: «Ora, ci sono stati dibattiti di tutti i tipi su chi fosse il creatore di Ghost Rider. Gary Friedrich è stato lo scrittore [...] il teschio fiammeggiante: Questa è stata la grande area di controversia. Chi ha pensato al teschio fiammeggiante? Per essere onesto con te non riesco a ricordarlo. Che altro avresti fatto con lui? Non potevi mettergli un casco, quindi doveva essere un teschio fiammeggiante. Per quanto riguarda come è andata col costume, era parte del vecchio costume [western] di Ghost Rider, con la parte frontale occidentale. Le strisce lungo braccia e gambe erano lì a malapena così ho potuto rendere il costume del personaggio più nero possibile e tenere comunque traccia del suo corpo. Era il modo più semplice per disegnarlo».
Poco dopo il suo debutto Johnny Blaze è divenuto protagonista della testata Ghost Rider, pubblicato da settembre 1973 a giugno 1983 per un totale di 81 numeri scritti da sceneggiatori quali Michael Fleisher e Tony Isabella, sotto la cui gestione il personaggio avrebbe dovuto convertirsi al cristianesimo dopo l'incontro con una versione hippie di Gesù Cristo ma Jim Shooter, ritenendo la cosa offensiva, impose un brusco mutamento sia nella sceneggiatura che nei disegni nonostante il progetto fosse in lavorazione da due anni, cosa definita da Isabella come «una delle tre azioni più arroganti e prive di buon senso che abbia mai visto fare a un editore». Terminata la testata, Blaze riesce a separarsi dal demone Zarathos, si sposa e ha due figli, comparendo in seguito come comprimario nel terzo volume di Ghost Rider con protagonista Danny Ketch, che si rivela poi essere suo fratello.
Blaze riassume il ruolo di Ghost Rider in una miniserie di sei numeri del 2001 scritta da Devin K. Grayson, in una seconda miniserie del 2005 curata da Garth Ennis, nella sesta serie regolare (settembre 2006-luglio 2009), nella miniserie Ghost Riders: Heaven's On Fire (ottobre 2009-marzo 2010) e nella settima testata (agosto 2011-maggio 2012) dedicata al personaggio.

### Diritti d'autore
Il 4 aprile 2007, Friedrich ha fatto causa a Marvel Enterprises, Sony Pictures, Columbia TriStar Motion Pictures, Relativity Media, Crystal Sky Pictures, Michael DeLuca Productions, Hasbro e Take-Two Interactive, sostenendo che i diritti cinematografici e di merchandising del personaggio di Ghost Rider fossero in suo possesso dal 2001. Il caso è stato trasferito alla Corte Distrettuale degli Stati Uniti per il Distretto Meridionale di New York il 14 febbraio 2008 e Friedrich ha modificato la denuncia il 25 marzo 2011.
La causa si è conclusa il 28 dicembre 2011 e la Marvel ha prevalso in tutti i conteggi tranne uno. Il giudice distrettuale Katherine B. Forrest ha stabilito che il personaggio appartiene alla Marvel Entertainment, in quanto Friedrich ha rinunciato ad ogni pretesa di proprietà e firmato assegni e un accordo del 1978 con la Marvel, che dunque ha mosso una controcausa, raggiungendo infine un accordo per cui avrebbe rinunciato all'azione legale in cambio del risarcimento di 17.000 dollari di danni da parte di Friedrich e che questi avesse cessato la vendita di oggetti di sua creazione correlati a Ghost Rider, smettendo inoltre di dichiararsi il vero creatore del personaggio a scopo di lucro. È stato comunque concesso a Friedrich il permesso di vendere il suo autografo sulla merce ufficiale di Ghost Rider.
L'11 giugno 2013, il giudice della Secondo Circuito di Corte d'Appello Denny Chin ha annullato la decisione iniziale definendo il linguaggio del contratto "ambiguo" e rinviando la causa in tribunale per novembre dello stesso anno: ma, il 6 settembre, l'avvocato di Friedrich comunica alla corte che entrambe le parti "hanno amichevolmente concordato di risolvere tutte le accuse".

## Biografia del personaggio

### Origini
Nato a Waukegan, Illinois, dagli stuntman motociclisti Barton Blaze e Naomi Kale, Johnny trascorre l'infanzia nel Circo Quentin, in cui si tiene lo show dei genitori, finché sua madre scioglie la famiglia abbandonando sia lui che il padre e fuggendo con gli altri due figli ancora in fasce, Danny e Barbara, nella speranza che separandosene essi non sarebbero incorsi nella maledizione che perseguita la sua famiglia: lo "Spirito della Vendetta" Noble Kale. Il trauma dell'abbandono materno causa a Johnny la repressione dei ricordi legati a lei e ai fratelli inoltre, pochi anni dopo, Barton muore per un incidente nel corso del suo spettacolo e Johnny viene adottato dai padroni del circo Crash e Mona Simpson che, per il suo bene, ricostruiscono il suo passato rendendolo meno doloroso della verità e gli raccontano che sua madre, una certa "Clara Blaze", sia morta dandolo alla luce.
Johnny cresce dunque assieme ai Simpson e a loro figlia Roxanne con cui instaura un legame che, crescendo, diviene sempre più profondo; una volta adulto inoltre segue le orme del padre e diventa l'attrazione principale del "Crash Simpson's Daredevil Cycle Show". Quando però Crash contrae un cancro terminale, nel disperato tentativo di salvarlo, Blaze esegue un rituale per invocare il signore dei demoni Mefisto (convincendosi che sia Satana) e gli vende l'anima in cambio della promessa di guarire il cancro di Crash che, tuttavia, una volta ristabilitosi, muore comunque nel tentativo di portare a termine la più grande acrobazia della sua carriera: saltare con la moto 22 auto al Madison Square Garden; nell'accordo non era infatti previsto che Crash vivesse ma solo che guarisse dalla malattia. Prima che Mefisto riesca a prendere l'anima di Johnny, interviene però Roxanne che, essendo venuta a conoscenza del patto ed avendo letto alcuni libri sull'occulto, dichiara il suo amore per Johnny davanti al demone di modo da scacciarlo con la purezza dei suoi sentimenti.
Furioso per non essere riuscito a prendere l'anima del giovane, prima di svanire Mefisto si vendica infondendo nel corpo di Blaze lo spirito del demone Zarathos che lo avrebbe costretto ad eseguire il suo volere.

### Ghost Rider
Ogni notte, dopo la morte di Crash, sotto l'influenza del demone Johnny si trasforma in un essere scheletrico dal teschio fiammeggiante noto come "Ghost Rider", costretto a lavorare come cacciatore di taglie per Mefisto e restituire le anime malvagie all'Inferno. Col tempo, Blaze acquisisce un maggiore controllo sulle proprie trasformazioni imparando ad utilizzare il suo alter ego per aiutare i deboli e gli innocenti in pericolo, collaborando anche con Daimon Hellstrom e venendo occasionalmente assistito da un misterioso individuo che si identifica unicamente come "un amico" spingendolo a credere che sia Gesù per poi rivelare di essere un demone al servizio di Mefisto creato al solo scopo di ingannarlo, evento che segna Johnny tanto profondamente da far sì che lasci Roxanne e trascorra anni a vagare da solo. Durante questo periodo Ghost Rider entra a far parte del poco longevo supergruppo dei Campioni di Los Angeles e della Legione dei mostri (Morbius, l'Uomo Cosa e Licantropus) contemporaneamente però, anche Zarathos diviene più forte finché non tenta di prendere il sopravvento spingendo Johnny ad iniziare una lunga battaglia interiore col demone che procede senza vincitori né vinti fino al ritorno di Centurious, un nativo americano privato dell'anima secoli addietro da Mefisto per sconfiggere Zarathos che riesce ad intrappolare nel suo "Cristallo delle Anime" sia Blaze che Zarathos, il quale riesce però infrangere l'artefatto liberando sé stesso e tutte le anime imprigionatevi, inclusa quella di Johnny; prima che il cristallo si rigeneri assorbe però al suo interno Centurious e, pur di regolare i conti con lui, Zarathos si lascia intrappolare a sua volta all'interno dell'oggetto dando inizio ad un'eterna battaglia con Centurious.
Finalmente libero dalla maledizione di Ghost Rider, Johnny apre un suo circo, sposa Roxanne e ha due figli, Craig e Emma.
Anni dopo, saputo dell'esistenza di un nuovo Ghost Rider (Danny Ketch), credendo che si tratti di Zarathos, Johnny fa ritorno a New York per ucciderlo, durante il loro scontro Blaze recupera misteriosamente i propri poteri soprannaturali e, una volta convintosi che Danny non ha nulla a che fare col demone che lo ha tormentato per anni, diviene un suo alleato formando assieme a lui, Blade, Frank Drake, Hannibal King, Morbius, Sam Buchanan, Victoria Montesi e Louise Hastings, il gruppo dei Figli della Mezzanotte. Poco tempo dopo Danny e Johnny scoprono di essere fratelli ma, mentre questi è impegnato con i Figli della mezzanotte, sua moglie Roxanne viene assassinata da un signore del crimine e i suoi figli vengono rapiti dal demone Ba'al per poi sparire nel nulla nonostante le ricerche condotte con l'aiuto della cugina strega Jennifer Kale. In seguito Roxanne viene resuscitata da Cuore Nero sotto forma della creatura demoniaca "Rosa Nera" salvo poi morire e ascendere al Paradiso, apparentemente assieme ai figli.
Deciso ad iniziare una nuova vita, Johnny trova lavoro in una non meglio specificata società del Midwest iniziando una relazione con una donna di nome Chloe ma, successivamente, torna a trasformarsi regolarmente in Ghost Rider per vendicare gli innocenti; l'escalation di violenza causata da tutto ciò lo convince a rivolgersi ad un sicario, Gunmetal Gray, affinché uccida il suo alter ego, questi però fallisce e le forze infernali riescono a localizzare Blaze che, nonostante ricorra a tutti i suoi poteri per sfuggirgli, finisce per essere trascinato all'inferno.

### La sfida con Lucifero
Dopo una lunga permanenza all'Inferno Johnny riesce a fuggire liberando inconsapevolmente anche Lucifero che si frammenta in 666 parti ognuna delle quali si impossessa di un corpo appena deceduto. Ghost Rider si prodiga dunque a dare la caccia a queste incarnazioni del Principe delle Tenebre sebbene, ogni volta che un corpo posseduto viene distrutto, il suo potere si aggiunga a quelli rimasti rendendo progressivamente più difficile procedere nella caccia e avvicinando sempre di più Lucifero alla possibilità di riacquistare i suoi pieni poteri in una sola entità. Uno dei 666 corpi posseduti da un frammento di Lucifero è quello di Steven Levins (Jack Lanterna), un supercriminale ucciso dal Punitore durante la guerra civile dei superumani.
Contemporaneamente, Manhattan viene attaccata da Hulk, tornato per vendicarsi dopo il suo esilio nello spazio ad opera degli Illuminati e Johnny, per salvare vite innocenti, decide di sospendere la caccia ai frammenti di Lucifero ed intervenire senza il consenso della sua controparte demoniaca; nel corso dello scontro con il Gigante di Giada, Ghost Rider scatena il suo potere infernale distruggendo parte di Manhattan con un'esplosione di vasta scala, così facendo però Johnny ne perde il controllo e la sua metà demoniaca, non ritenendo Hulk di sua competenza, abbandona l'incontro lasciando inermi Reed Richards e il Dottor Strange i quali, pur sapendo che coi suoi enormi poteri avrebbe potuto sconfiggere Hulk, si rendono conto che nessuno di loro è "innocente" e di conseguenza degno della protezione di Ghost Rider.
Tempo dopo, sconfitti quasi tutti i frammenti di Lucifero, con l'aiuto di una camionista sua alleata di nome Dixie, Johnny tiene uno dei 666 corpi legato ad un letto in stato vegetativo, di modo da distruggere il Principe delle Tenebre, che non si rende conto di avere un potere ancora dimezzato. Nel corso di quest'ultima battaglia, Ghost Rider viene aiutato da due angeli (Vraniel ed Emmael) mandati in suo soccorso da una potente entità del Paradiso: l'angelo ribelle Zadkiel. Johnny ha così la rivelazione che il suo potere non è di natura demoniaca ma angelica, si tratta infatti di un'arma creata da Zadkiel approfittando delle preghiere di Roxanne che, desiderando di liberare l'anima dell'amato da Mefisto, ha involontariamente permesso all'angelo di mettere in atto le sue macchinazioni controllando il destino di Johnny.

### L'ascesa di Zadkiel
Resosi conto che Zadkiel è l'origine di tutti i suoi tormenti, Johnny inizia a raccogliere informazioni su di lui per vendicarsi scoprendo che ha intenzione di cambiare le gerarchie del Paradiso, scopo per il quale recluta suo fratello Danny incaricandolo di uccidere ogni altro Spirito della Vendetta della Terra. Con l'aiuto di Sara, la nipote del guardiano del cimitero (Caretaker), Johnny raduna gli ultimi Spiriti della Vendetta rimasti (Molek, Bai Gu Jin, Marinette Bwa Chech e il barone Skullfire) nel tentativo di fermare Danny che, tuttavia, riesce a sconfiggerlo e, credendo di liberare la Terra da una maledizione, consegna ingenuamente il potere assorbito da tutti i Ghost Rider a Zadkiel, che se ne serve per aprire i cancelli dell Paradiso e conquistarlo. Danny riesce tuttavia a portarne una parte del potere indietro così che lui e Johnny tornino ad essere entrambi Ghost Rider.
Dopo aver salvato l'Anticristo per conto del Diavolo, i due fratelli ottengono da quest'ultimo di essere trasportati in Paradiso così da affrontare personalmente Zadkiel riuscendo, dopo una cruenta battaglia, a sconfiggerlo e confinarlo negli inferi, ristabilendo l'ordine nel regno dei cieli.
Tornato sulla Terra, Johnny si reca in Giappone e affronta la Mano venendo messo alle strette dalla loro magia e successivamente soccorso da una schiera di angeli guerrieri mandati da Dio come ringraziamento per aver sconfitto Zadkiel.

### Libero dalla maledizione
Blaze incontra successivamente un uomo misterioso di nome Adam, che gli offre la possibilità di liberarsi dalla maledizione passandola a una persona che non conosce, nonostante l'incertezza Johnny accetta l'offerta venendo finalmente liberato dalla maledizione, che passa ad una ragazza di nome Alejandra Jones; tuttavia Adam si rivela essere "Adamo" ed il suo gesto, apparentemente disinteressato, è stato in realtà compiuto al fine di togliere l'impurità del peccato al genere umano, Alejandra difatti è stata addestrata per anni dal primo uomo affinché divenisse la sua arma per poi dotarla dei poteri di Ghost Rider affinché togliesse le impurità dalle persone privandole anche del libero arbitrio. Rendendosi conto che tutto ciò è stato causato dal suo egoismo, Blaze cerca di aiutare Alejandra a capire che Adam è malvagio, riuscendo nel suo intento e decidendo poi di fare da mentore alla ragazza per insegnarle a usare il suo potere a fin di bene. Con l'inganno Cuore Nero convince però Alejandra ad andare all'Inferno per uccidere Mefisto e recuperare le anime che vi sono finite a causa sua, saputo ciò, Johnny viene convinto da Strange a riassumere il ruolo di Ghost Rider fermando la ragazza prima che le sue azioni provochino danni irreparabili all'ordine universale; dato che Alejandra se ne è servita solo per scopi egoistici, il potere torna a Blaze, con l'eccezione di una minima parte che rimane in lei, ad ogni modo le strade dei due si dividono in quanto Alejandra lo accusa di averla privata della sua vendetta.

### I Thunderbolts
Johnny Blaze in seguito decide di unirsi ai Thunderbolts di Hulk Rosso,periodo in cui ha preso parte a una missione in Sud America al fine di salvare alcuni soldati scomparsi sul territorio, dove Blaze se la vedrà con il Capo e quest'ultimo invocando un incantesimo annullerà i poteri di Ghost Rider, infine Blaze verrà ucciso da un demone essendo vulnerabile. Grazie a Ross ritornerà in vita quando chiederà a Mansuco di riavvolgere la storia facendo sì che quella missione non avvenga mai. Blaze dovrà affrontate il Punitore che lo combatterà con la spada di Zadkiel, la quale, seppur per breve tempo, gli toglierà i poteri.
Blaze conoscerà il nuovo Ghost Rider di Los Angeles, Robbie Reyes, il quale faticherà a controllare i suoi poteri dato che nel suo corpo oltre all'anima dello stesso Reyes, vi abita anche quella del serial killer Eli Morrow. Sarà Blaze a insegnargli a controllare il male in lui al fine di trasformarlo in un vero Ghost Rider, e insieme affronteranno Calvin Zabo. Blaze si separerà da Rayes dicendogli che se ne avrà bisogno potrà sempre contare sui suoi compagni Ghost Rider.

## Poteri e abilità
Johnny Blaze è un esperto motociclista e combattente corpo a corpo, come Ghost Rider è in grado di trasformarsi in un essere scheletrico dal teschio fiammeggiante dotato di capacità soprannaturali apparentemente illimitate: possiede una forza tale da riuscire a sollevare senza fatica più di 100 tonnellate e da tener testa a esseri del calibro di Thor, Ercole o Hulk, può muoversi ad una velocità tanto elevata da sembrare si teletrasporti istantaneamente da un luogo all'altro, i suoi sensi soprannaturali lo rendono in grado di rintracciare una persona da un lato all'altro della Terra, è totalmente invulnerabile agli attacchi fisici e il solo modo di danneggiarlo è usare poteri mistici o armi forgiate in Paradiso o all'Inferno; inoltre, anche se danneggiato, può ricostituire il suo corpo riuscendo a ricomporsi in qualsiasi circostanza. Uno Spirito della Vendetta è a tutti gli effetti immortale, difatti poiché solo Dio può crearne uno, è il solo in grado di distruggerli.
Ghost Rider è in grado di manipolare il "Fuoco Infernale", una fonte mistica di potere simile al fuoco ma capace di infliggere danni di portata maggiore, distruggere le anime dei peccatori ed impossibili da estinguere con metodi comuni. Il Fuoco Infernale può essere emesso da qualsiasi parte del corpo di Ghost Rider, fatto piovere dal cielo sotto forma di tempesta di meteoriti, utilizzato per generare effetti esplosivi, bruciare l'ossigeno o addirittura modificare a livello metafisico qualsiasi oggetto o animale che tocchi rendendolo infernale e, per tanto, capace di danneggiare entità soprannaturali. Ghost può far esplodere o dare fuoco a cose e persone anche con la forza della mente, tuttavia la sua arma distintiva è una catena infernale che può allungare senza limite, irrigidire, usare come lancia, scomporre in vari anelli ed emettere da qualsiasi parte del corpo.
Il potere del Fuoco Infernale si estende anche al mezzo di trasporto del Rider che infatti è in grado di creare, riparare o assorbire nel proprio corpo la sua moto, la quale può muoversi indipendentemente senza conducente, venire controllarla a distanza, percorrere qualsiasi superficie (anche liquida o verticale), volare, viaggiare fra i vari piani dimensionali e, quando si sposta a grande velocità, bruciare o fa esplodere tutto ciò che incontra sul suo cammino.
Uno dei principali poteri del personaggio è il cosiddetto "Sguardo di Penitenza" (Penance Stare) grazie a cui solamente guardando una persona negli occhi, Ghost Rider è in grado di lacerarne l'anima facendole provare tutto il dolore che questi ha causato nel corso della sua vita; nonostante tutti gli esseri dotati di un'anima possano subire gli effetti dello "Sguardo di Penitenza", compresi angeli e demoni, esistono individui che ne sono immuni come i simbionti, Cuore Nero e il Diacono, o in grado di resistervi come Madcap e il Punitore.
Qualora Blaze perdesse il controllo di Zarathos, quest'ultimo sarebbe potenzialmente in grado di provocare esplosioni di fiamme demoniache in grado di radere al suolo un'intera città o spazzare via un continente.

## Altre versioni

### Marvel Zombi
Nell'universo Marvel Zombi, Johnny Blaze è inizialmente uno dei superstiti alla piaga zombie e fa parte della resistenza guidata da Nick Fury ma, in seguito, viene infettato e ucciso da Machine Man.

### Ruins
Nella miniserie Ruins, ambientata in una realtà alternativa dove ogni cosa nell'Universo Marvel è andata per il verso sbagliato, Johnny Blaze è uno stuntman motociclista la cui testa ha preso fuoco nel corso di un'acrobazia e non si è mai spenta, nemmeno dopo la morte, lasciandolo a vagare nel deserto con la sua moto e portandolo a venire santificato.

### Ultimate
Nell'universo Ultimate Johnny Blaze e Roxanne Simpson sono una giovane coppia che, durante un viaggio in moto per gli Stati Uniti, viene assassinata da una gang di satanisti e offerti in sacrificio al Diavolo in cambio di ricchezza e potere. Una volta all'Inferno tuttavia anche Johnny fa un accordo con Satana vendendogli l'anima e i propri servigi a patto che questi salvi Roxanne; dopo vent'anni il ragazzo torna dunque in vita sotto forma di "Ghost Rider" uno scheletro fiammeggiante alto due metri e forte quanto Thor che inizia a uccidere uno a uno i responsabili della sua morte, nel frattempo divenuti influenti uomini politici, attirando su di sé l'attenzione degli Avengers, che riescono a scoprire la verità sulle sue origini poco prima che questi affronti il vicepresidente Bobby Blackthorne (ex-leader della gang satanista) decidendo infine di aiutarlo a compiere la sua vendetta. In seguito il Diavolo resuscita Roxanne e le cancella la memoria rispettando il patto fatto con Johnny per il suo eterno servizio come Ghost Rider.

## Altri media

### Cinema

Johnny Blaze interpretato da Nicolas Cage nell'omonimo film.

- Johnny Blaze, interpretato da Nicolas Cage, è protagonista del film del 2007 Ghost Rider. In tale versione il personaggio guida una fedele riproduzione della Harley-Davidson Panhead "Capitan America" di Easy Rider[81], inoltre non esiste alcun dualismo tra Blaze e il demone Zarathos (entità che nel film non viene mai nominata) lasciando intuire che Ghost Rider sia in realtà lo stesso Johnny Blaze.
- Cage interpreta nuovamente il personaggio nel sequel del 2012 Ghost Rider - Spirito di vendetta (Ghost Rider: Spirit of Vengeance)[82] in cui, a differenza del primo film, l'attore ha interpretato anche Ghost Rider tramite motion capture[83] e la moto utilizzata è una Yamaha V-Max[84]. Nonostante gli incassi relativamente buoni del film[85], nel maggio 2013 i diritti di Ghost Rider sono ritornati ai Marvel Studios[86].

### Televisione
- In due episodi di Hulk e gli agenti S.M.A.S.H. compare Johnny Blaze come Ghost Rider, doppiato in originale da Fred Tatasciore e in italiano da Fabrizio Pucci.
- Il personaggio compare nella puntata 4x06 di Agents of S.H.I.E.L.D., serie tv facente parte del MCU.

### Videogiochi
- Ghost Rider (Johnny Blaze) è un personaggio sbloccabile di Marvel: La Grande Alleanza[87].
- Il personaggio può essere sbloccato, tramite download, nel videogioco LittleBigPlanet[88][89].
- Ghost Rider (Johnny Blaze) è protagonista di Ghost Rider, videogioco ispirato al film del 2007.
- Johnny Blaze è un personaggio non giocabile in Marvel vs. Capcom 3: Fate of Two Worlds[90], mentre in Ultimate Marvel vs. Capcom 3 può essere sbloccato[91].
- In Marvel Super Hero Squad Online il personaggio è giocabile.
- Ghost Rider (Johnny Blaze) è un personaggio giocabile in Marvel: Avengers Alliance.
- Il Ghost Rider di Johnny Blaze appare come personaggio giocabile nel videogioco per smartphone Marvel: Sfida dei campioni.
- Nel videogioco LEGO Marvel Super Heroes Johnny Blaze è un personaggio giocabile.
- Nel MMORPG Marvel Heroes compare Ghost Rider (Johnny Blaze).
- Ghost Rider (Johnny Blaze) ritorna come un personaggio giocabile in Marvel vs. Capcom: Infinite.